# Chantecoq
Chantecoq ist eine französische Gemeinde im Département Loiret in der Region Centre-Val de Loire. Sie gehört zum Arrondissement Montargis und zum Kanton Courtenay. Der Ort erstreckt sich über eine Fläche von 1587 Hektar und zählt 516 Einwohner (1. Januar 2022), die Höhenlage beträgt 131 Meter. Er liegt am Ufer des Flusses Cléry.
Bis zu der Belagerung der inzwischen zerstörten Burg während der Religionskriege auch Courtainville genannt, soll der Ort gemäß einer mündlichen Überlieferung den Namen Chantecoq angenommen haben, da die Belagerer beim ersten Hahnenschrei vor der Burg gesichtet wurden, eine Erklärung, die wenig plausibel ist, da der Name Chantecoq in älteren Dokumenten belegt ist.

## Bevölkerungsentwicklung
| Jahr                       | 1962 | 1968 | 1975 | 1982 | 1990 | 1999 | 2011 | 2018 |
| Einwohner                  | 381  | 347  | 322  | 358  | 355  | 406  | 528  | 491  |
| Quellen: Cassini und INSEE |      |      |      |      |      |      |      |      |

## Geschichte
Chantecoq befand sich seit dem 12. Jahrhundert im Besitz der Adelsfamilie Courtenay. Renaud de Courtenay besaß im Jahr 1148 neben dem Chantecoq Château-Renard, Montargis, Champignelles, Bléneau, Tanlay, Charny und weitere Gebiete im Gâtinais, dem Hurepoix und dem Sénonais. Seine Tochter Elisabeth de Courtenay die nach 1150 mit Pierre de France (um 1126–1180/3), dem jüngsten Sohn Ludwigs VI. vermählt worden war, residierte während ihres Witwenstandes mit Vorliebe in Chantecoq, wo sie eine Kapelle errichtete und einen Kaplan mit zehn Pfund Jahreseinkommen dotierte. Nach ihrem Tod ging Chantecoq im Jahr 1210 in den Besitz ihres zweiten Sohnes Robert de Courtenay († 1239) über und fiel im Jahr 1218 unter König Philippe Auguste vorübergehend an die Krone.
Balduin (Baudoin de Courtenay, 1218-um 1273), fünfter Sohn von Roberts Bruder Peter (Pierre de Courtenay, * um 1155, Kaiser von Konstantinopel von 1216 bis 1217, † um 1218), der im Jahr 1228 im Alter von elf Jahren seinem älteren Bruder Robert (Kaiser von Konstantinopel von 1221 bis 1228) als vierter und letzter Herrscher des  Lateinischen Kaiserreiches nachfolgte, konnte dank Ludwigs IX., dem er 1237 die Passionsreliquien verkaufte, die später in der Sainte-Chapelle in Paris ausgestellt werden sollten, im gleichen Jahr Chantecoq für sich in Besitz nehmen. Im Jahr 1261, dem Zeitpunkt des Unterganges des Lateinischen Kaiserreiches hatte Baldouin Chantecoq seiner Gattin Marie de Brienne († um 1275) als Wittum überschrieben, die es ihrem gemeinsamen Sohn Philippe von Courtenay († 1283) hinterließ, der im Jahr 1285 seinerseits von seiner Tochter Catherine de Courtenay († 1307/1308) beerbt wurde.
Katharina heiratete im Jahr 1302 den verwitweten Bruder des Königs Philipp IV., Karl I. Graf von Valois und Stammvater der gleichnamigen Dynastie, dem sie einen früh verstorbenen Sohn und drei Töchter schenkte. Die Älteste, Katharina von Valois (1303–1346) erbte 1308 im Alter von fünf Jahren den Titel und die Besitztümer ihrer Mutter, die aber im Jahr 1313, dem Jahr ihrer Hochzeit mit Philipp I. Fürst von Tarent, ihrem Vater Karl von Valois überschrieben wurden. Damit kam Chantecoq in den Besitz des Hauses Valois und bald darauf an die französische Krone.
Karl I. von Valois übertrug die Besitztümer seiner aus zweiter Ehe stammenden Tochter Katharina seinem ältesten Sohn aus der ersten Ehe, Philipp von Valois, der im Jahr 1328 als Philipp VI. den französischen Thron bestieg. Unter seinem Nachfolger Johann dem Guten, der im Verlauf des Hundertjährigen Krieges 1356 in englische Gefangenschaft geriet, besetzten und verwüsteten die Engländer Chantecoq und zerstörten das Schloss. Daraufhin gingen Chantecoq und Courtenay nacheinander an Johann II., Graf von Saarbrücken, an Raymond de Mareuil und die französische Königin Isabeau (1395), bevor Karl VI. sie von 1404 bis 1407 vorübergehend seinem Bruder Ludwig von Orléans übertrug. Weitere Besitzer waren Karl III., König von Navarra, Johann VI., Herzog von der Bretagne und Richard von Bretagne, Graf von Etampes (1420). Im Jahr 1428 wurde die Umgebung erneut von den Engländern aufgesucht, die Courtenay und das Kloster Rozoy-le-Vieil niederbrannten.

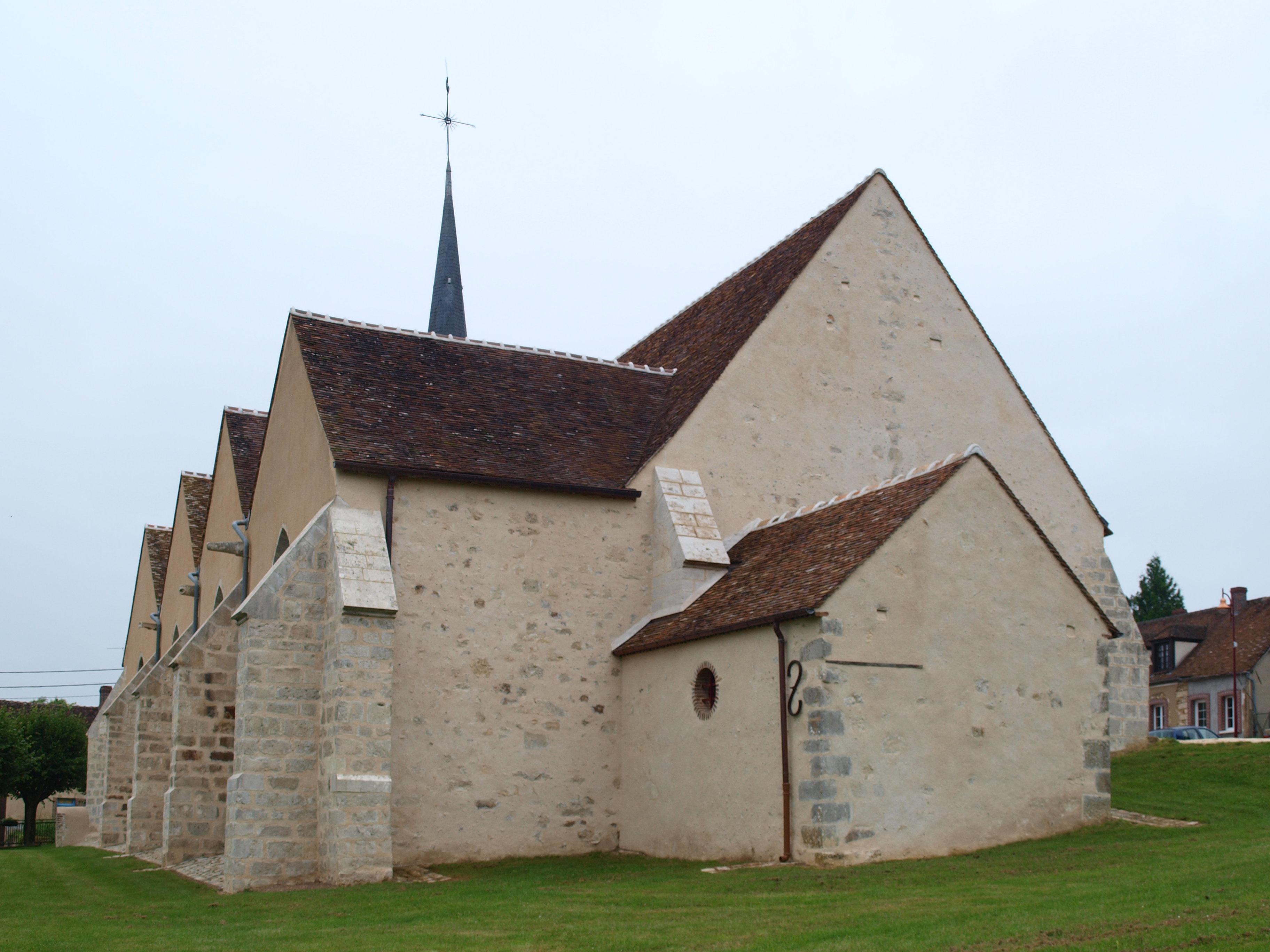
Kirche Saint-Denis
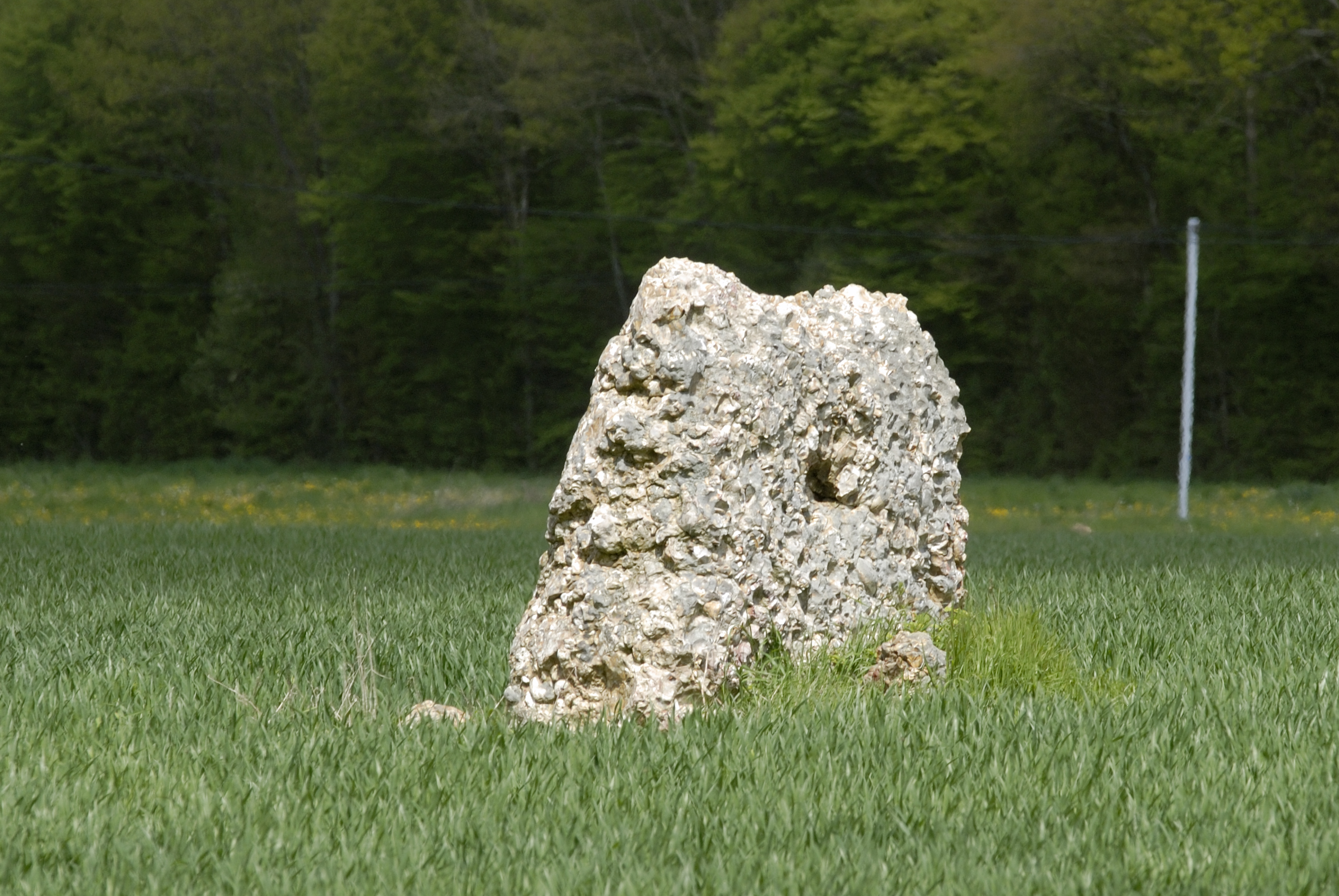
Menhir
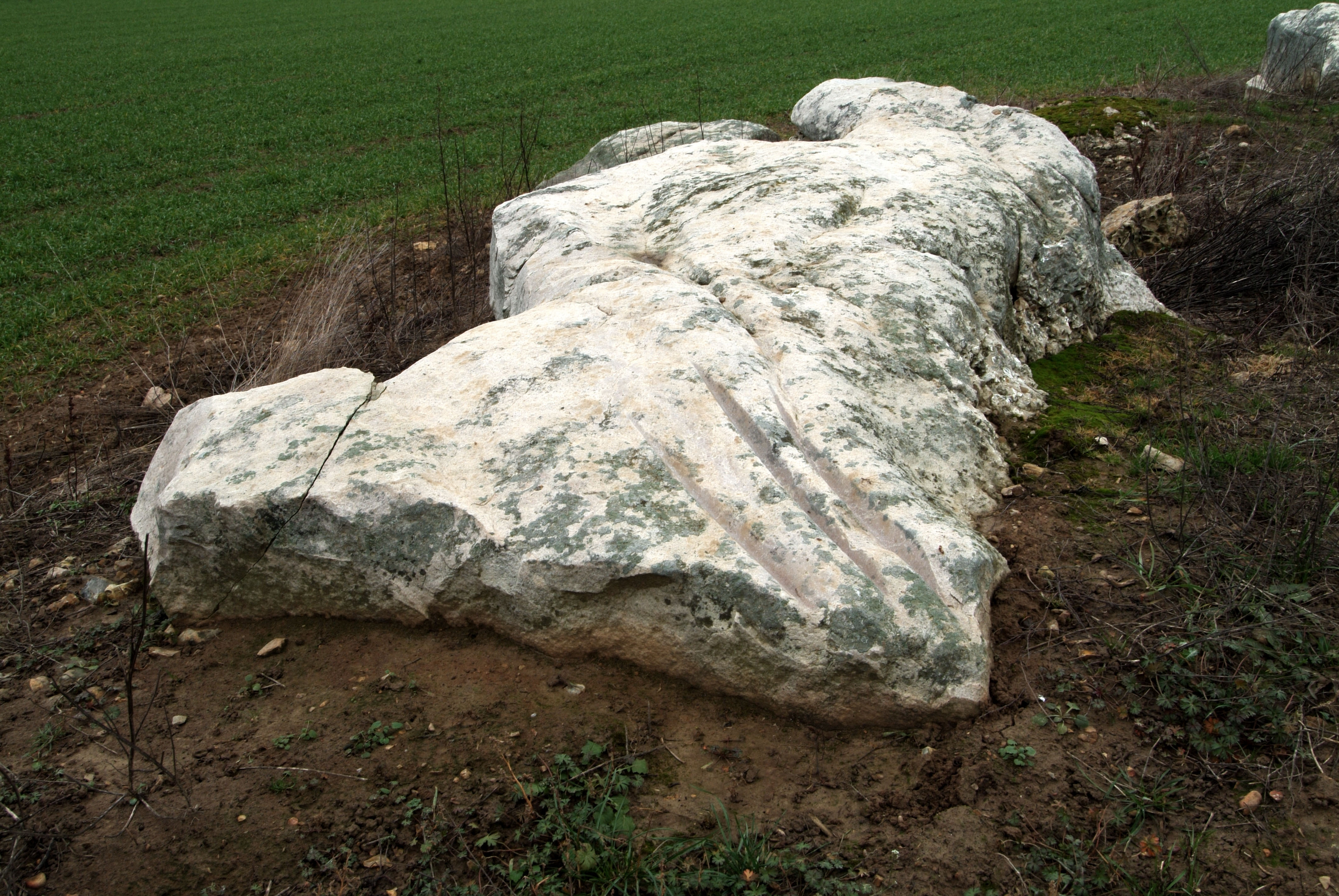
Polissoir